# Denisonia
Denisonia es un género de serpientes raras y venenosas. También conocidas como serpientes de bandas de De Vis, víboras del barro o serpientes ornamentales.

## Descripción
D. devisi es una serpiente corta, gruesa y ligeramente plana, Los ojos están situados en la parte superior de la cabeza y el iris es visible. Es de color marrón amarillento a verde oliva con bordes irregulares, bandas desiguales estrechas y oscuras que atraviesan el cuerpo. La serpiente de bandas de De Vis suele confundirse con las víboras de la muerte ya que ambas tienen cuerpos gruesos, con bandas. La principal diferencia es que la cola de la serpiente de bandas de De Vis no termina bruscamente y su cabeza no es muy amplia y triangular.
D. devisi se distribuye a través de las llanuras aluviales de la mitad oriental del interior de Australia.
D. devisi son serpientes que habitan en las zonas bajas y en particular cerca de los sitios sometidos a inundaciones estacionales. Durante el día, esta serpiente se queda en las grietas del suelo o cavidades profundas y sale por la noche para alimentarse de ranas. Si bien no es considerada peligrosa para el hombre, su mordida puede resultar en inflamación local y/o en pérdida del conocimiento.

## Reproducción
D. devisi da a luz a crías completamente formadas (vivípara).